# Portogallo ai Giochi della XXV Olimpiade
Il Portogallo partecipò ai Giochi della XXV Olimpiade, svoltisi a Barcellona, Spagna, dal 25 luglio al 9 agosto 1992, con una delegazione di 90 atleti impegnati in quattordici discipline.